# Andrei Zaioncikovski
Andrei Zaioncikovski (în rusă Андре́й Меда́рдович Зайончко́вский; n. 8/20 decembrie 1862, Oriol, gubernia Oriol⁠(d), Imperiul Rus – d. 22 martie 1926, Moscova, RSFS Rusă, URSS) a fost ofițer și istoric militar, unul dintre generalii armatei Imperiului Rus din Primul Război Mondial. A avut gradul de general de infanterie. După război, a trecut de partea Armatei Roșii, servind ca profesor la Academia Militară Frunze.

## Cariera militară
Andrei Zaioncikovski provenea dintr-o familie din nobilimea guberniei Orel. A absolvit liceul militar din Orel, în 1879 și Școala Militară de Ofițeri de Geniu „Nicolaevskaia” din Sankt Petersburg, în 1882, fiind repartizat cu gradul de sublocotenent la Batalionul 5 Geniu. La 1 ianuarie 1885 este avansat locotenent.
Între 1886-1888 urmează cursurile Academiei Statului Major General „Nicolaevskaia”, din Sankt Petersburg. După absolvire,  este numit adjutant-superior în statul major al Diviziei 1 de Gardă.  Avansat căpitan la 1 aprilie 1890.  Din 9 decembrie 1890 la 23 iunie 1895 servește ca  adjutant-superior în statul major al Corpului de Gardă. 
Din 16 octombrie 1892 până la 11 octombrie 1893 execută stagiul obligatoriu în funcția de comandant de companie, în cadrul Regimentului de Vânători de Gardă.
La 23 iulie 1895 este numit în statul major al Corpului 1 Armată,  iar de la 28 septembrie 1898 ofițer în statul major al Comandamentului Trupelor de Gardă și Districtului Militar Sankt Petersburg, fiind avansat colonel la 18 aprilie 1899. Ulterior execută stagiul obligatoriu în funcția de comandant de batalion, în cadrul Regimentului de Vânători de Gardă. 
La 21 ianuarie 1902 este numit șef de stat major al Diviziei 2 Cavalerie de Gardă, iar la 17 august 1902 în escorta marelui duce Mihail.
În timpul războiului ruso-japonez a comandat Regimentul 85 Infanterie din Viborg și Brigada 2 Infanterie Siberiană. 
La 18 februarie 1906 este numit comandant al Regimentului de Vânători de Gardă iar la 7 octombrie 1908 Brigăzii 1 Infanterie de Gardă. Izbucnirea Primului Război Mondial îl găsește în poziția de comandant al Diviziei 37 Infanterie. La 12 august 1916 a fost numit comandant al Corpului 47 Armată. În perioada septembrie-octombrie 1916 este numit comandant al Armatei de Dobrogea, format din trupele româno-ruse care luptau pe frontul din Dobrogea. La 22 octombrie 1916 a fost numit la comanda Corpului 18 Armată. Avansat la gradul de general de infanterie la 10 aprilie 1916.

## Decorații
| Decorații rusești | Decorații străine |
| --- | --- |
| - - Ordinul Sfântul Stanislav, clasa a III-a, (1889); - - Ordinul Sfânta Ana, clasa a III-a, (1892); - - Ordinul Sfântul Stanislav, clasa a II-a, (1894); - - Ordinul Sfânta Ana, clasa a II-a, (1897); - - Ordinul Sfântul Vladimir, clasa a IV-a, (1901); - - Ordinul Sfântul Vladimir, clasa a III-a, (1904); - - Ordinul Sfântul Stanislav, clasa a I-a, (1905); - - Ordinul Sfânta Ana, clasa a I-a, (1909); | - - Ordinul Coroana României, în grad de Comandor, (România,1899); - - Ordinul Sfinților Mauriciu și Lazăr în grad de Comandor (Italia, 1903); - - Ordinul Sfântul Alexandru, clasa a II-a, (Bulgaria, 1899); |